# Gazu Hyakki Yako
Gazu Hyakki Yako (画図百鬼夜行, lit. ‘La desfilada nocturna de cent dominis il·lustrada’) és el primer llibre de la famosa sèrie Gazu Hyakki Yako de l'artista japonès Toriyama Sekien, publicat el 1776. Aquests llibres eren uns bestiaris supranaturals, col·leccions de fantasmes, esperits, espectres i monstres, amb molts dels quals Toriyama es va basar en la literatura, el folklore i altres obres d'art japoneses. Aquestes obres han tingut una profunda influència en la subsegüent imatgeria yokai al Japó. (Vegeu també: Hyakki Yako)

## Primer volum – 陰

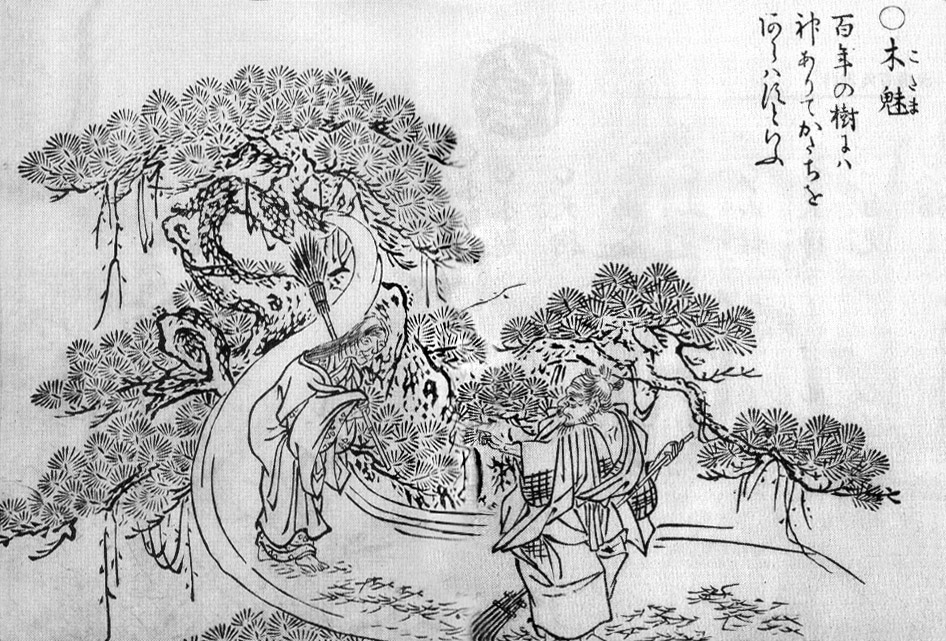
Kodama (木魅) : Comentaris de Sekien: Un esperit (kami) (百年の樹には神ありてかたちをあらはすといふ。)
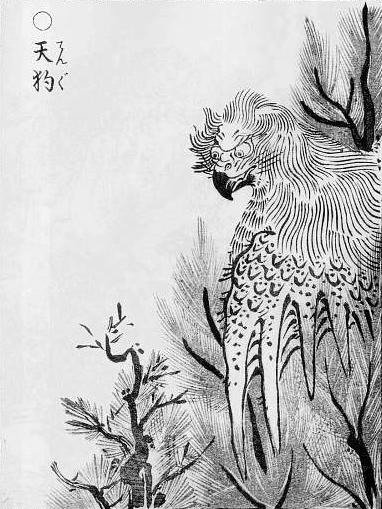
Tengu (天狗) és un popular dimoni del folklore japonès que sembla un ocell.
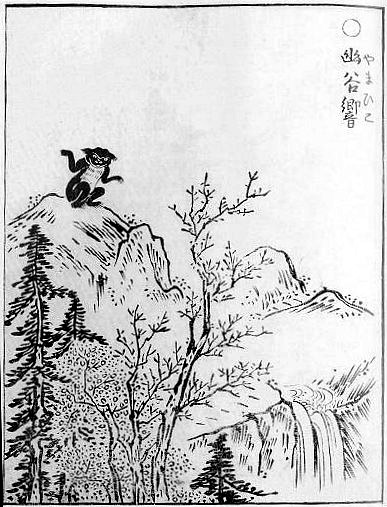
Yamabiko (幽谷響) significa "eco", de manera que probablement Sekien volia donar a entendre que aquesta criatura és un esperit que imita els sons de les muntanyes.
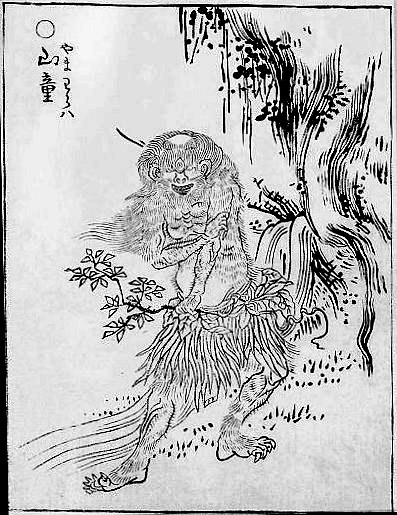
Yamawarawa (山童), normalment anomenat yamawaro, és una criatura de Kyūshū que viu a la muntanya; de vegades es considera que és la forma que pren el kappa a l'hivern.
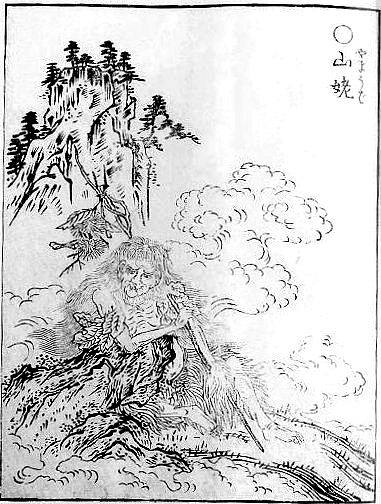
Yamauba (山姥) la bruixa de la muntanya és un element clau dels contes populars japonesos.
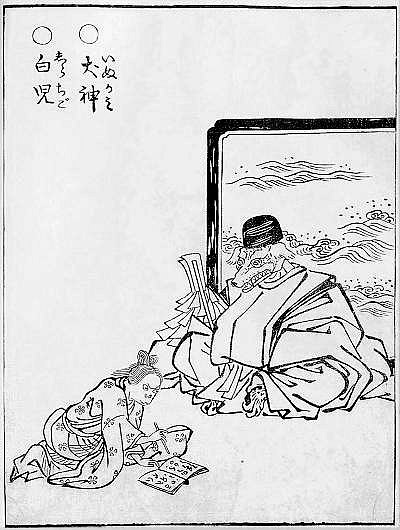
Inugami (犬神) és un esperit-gos del que es diu que fa de criat a determinades famílies de Shikoku. Sekien el va representar amb forma antropomòrfica, duent un barret eboshi. L'acompanya una criatura més petita anomenada Shirachigo (白児) que podria ser una invenció de Sekien.
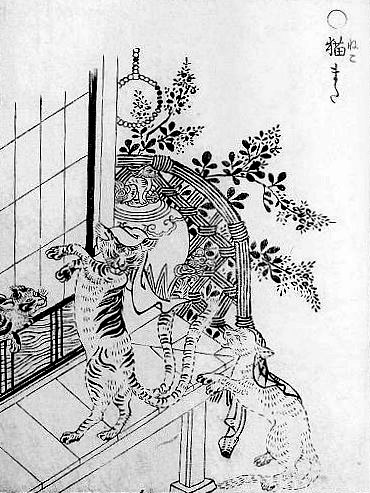
Nekomata (猫股) és un gat la cua de forca del qual és una pista de que s'ha convertit en una criatura supranatural perillosa.
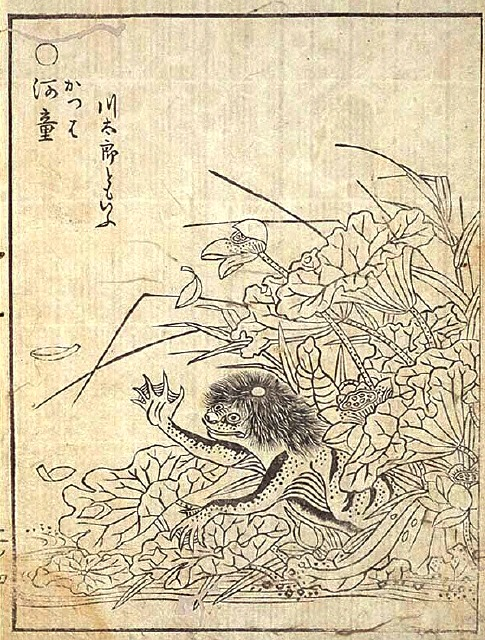
Kappa (河童) és un famós dimoniet de l'aigua. Comentaris de Sekien: També se l'anomena kawataro. (川太郎ともいふ。)
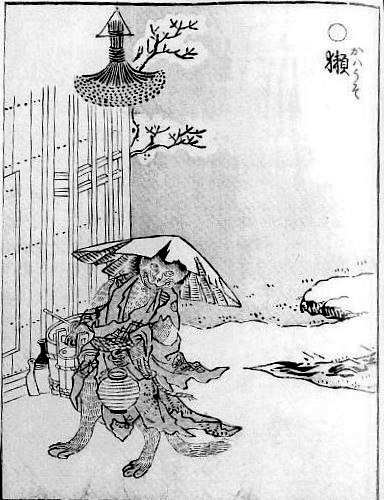
Kawauso (獺) és una llúdriga de riu; aquí se la veu intentant aparèixer com un humà.
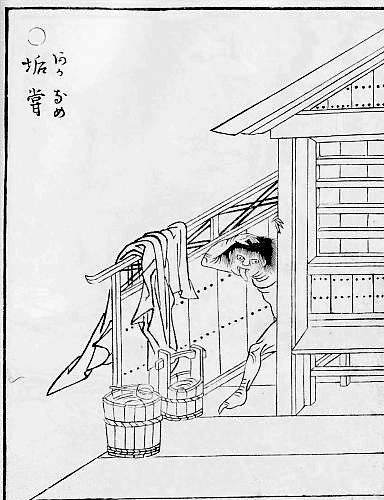
Akaname (垢嘗) és una criatura que Sekien va il·lustrar rondant per una cambra de bany passada de moda. El seu nom significa "llepa-porqueries", de manera que no és difícil imaginar la funció de la seva llengua sortida.
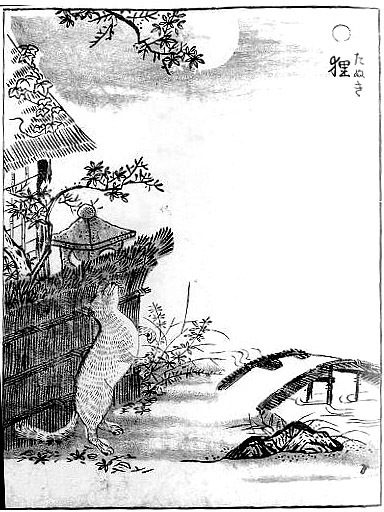
Tanuki (狸) és un gos viverrí que apareix sovint al folklore japonès.
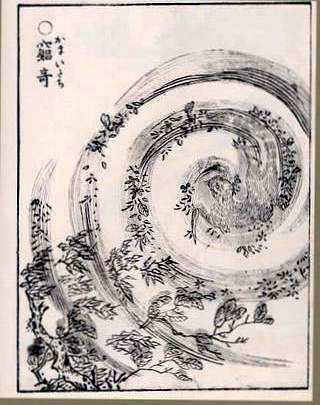
Kamaitachi (鎌鼬) és un esperit del vent tallant. Sekien va ser el primer a imaginar-lo com una criatura semblant a una mostela, com una il·lustració d'un joc de paraules.
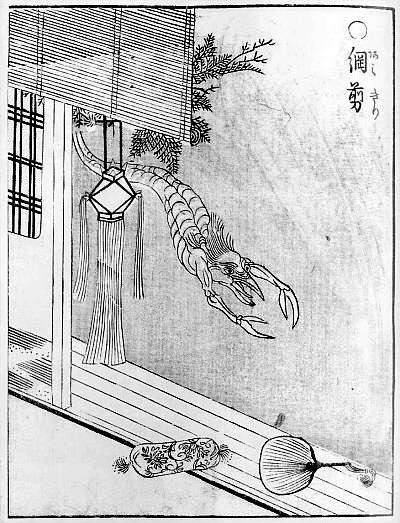
Amikiri (網剪) està il·lustrat per Sekien com una petita criatura semblant a una serp amb el cap d'ocell i les urpes de llagosta. El seu nom significa "talla xarxes".
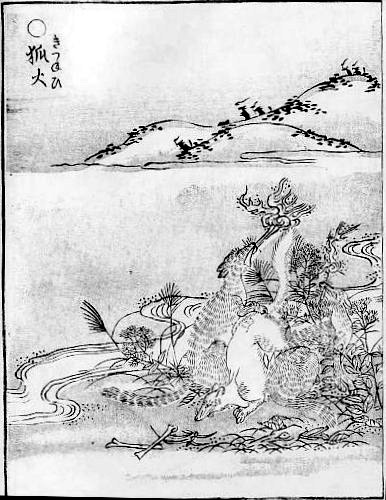
Kitsunebi (狐火) és un foc fantasmal creat per guineus.

## Segon volum – 陽

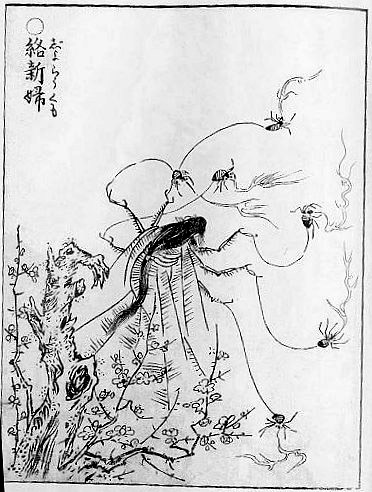
Jorogumo (絡新婦) significa "aranya prostituta", però està escrit amb caràcters que signifiquen "núvia entrelligada".
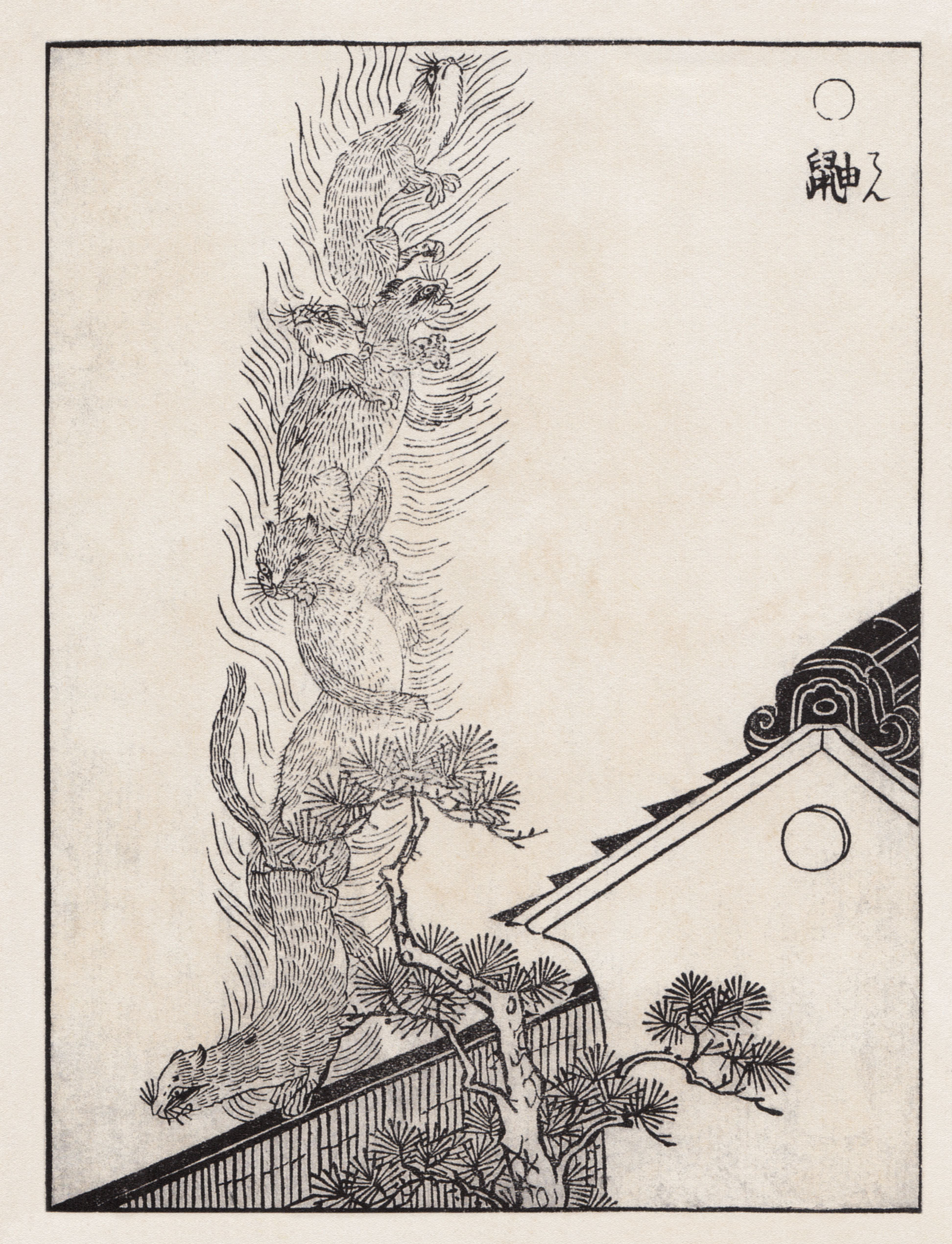
Ten (鼬), martes que formen una columna que emet una flama misteriosa.
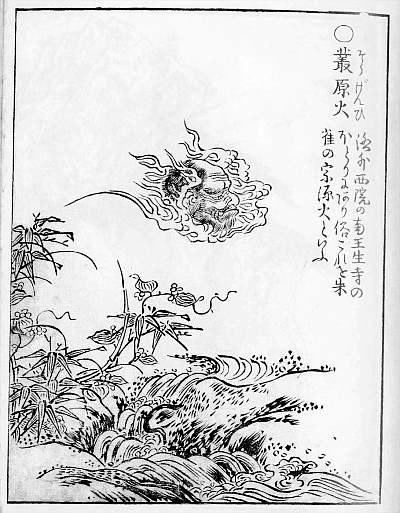
Sogenbi (宗源火) Comentaris de Sekien: Se'l pot trobar a l'oest de Saiin, a fora de la capital, a prop del temple Mibudera. En argot s'anomena Sogenbi de Suzaku. (洛外西院の南、王生寺のほとりにあり。俗これを朱雀の宗源火といふ。) Està basat en una llegenda real de Kyoto, referent al fantasma d'un mico que robava querosè (oli per a llums).
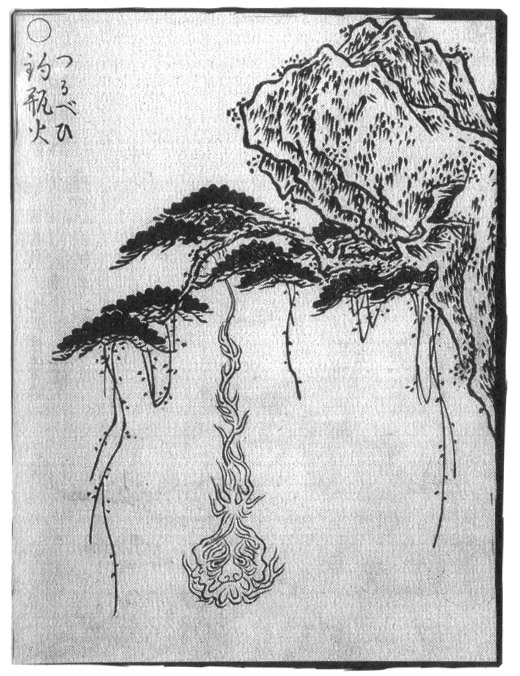
Tsurubebi (釣瓶火) és una bola de foc que cau d'un arbre. Se'l pot relacionar amb el tsurube-otoshi.
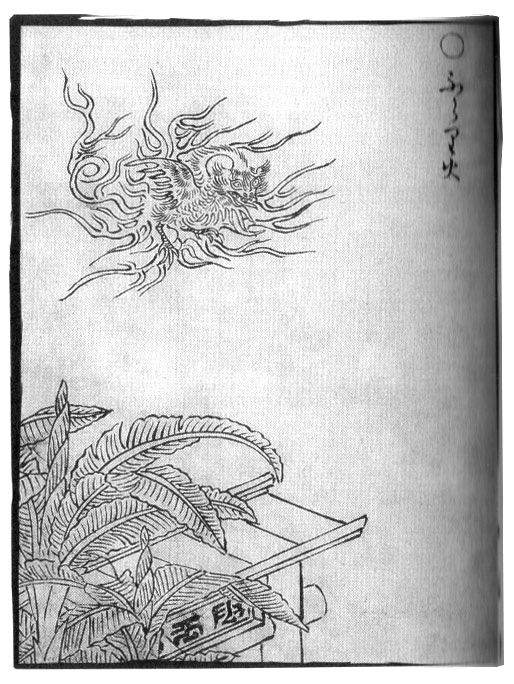
Furaribi (ふらり火) significa "flama sense rumb".
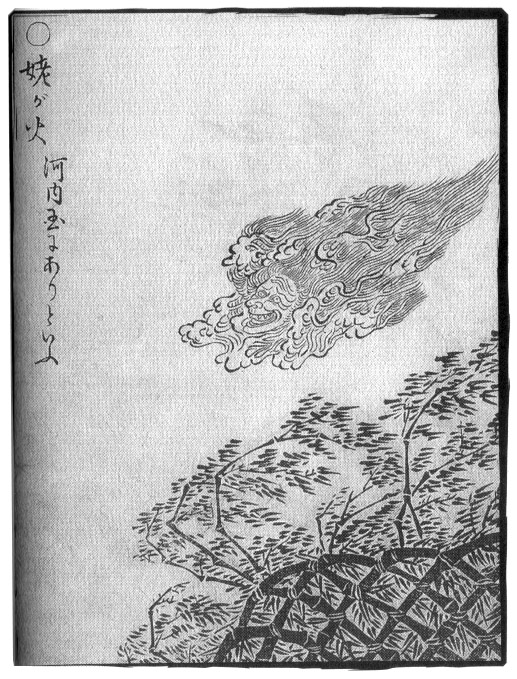
Ubagabi (姥が火). Comentaris de Sekien: Es diu que apareix a la província de Kawachi. (河内国にありといふ。) Aquesta imatge comparteix nom amb una llegenda real de Kyoto.
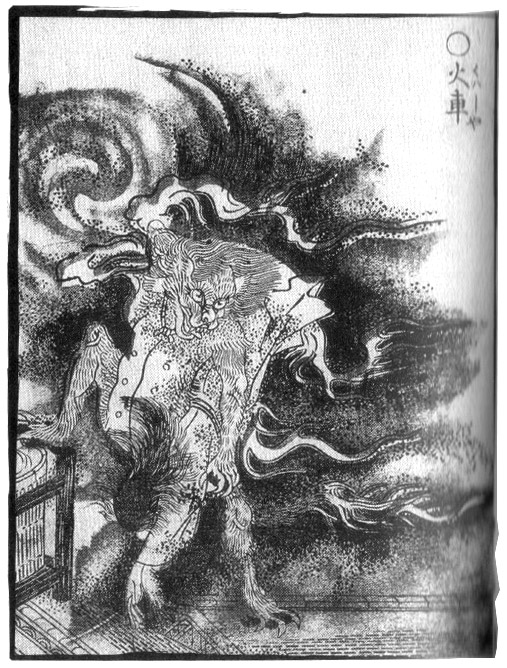
Kasha (火車) és un monstre que sembla un gat i que roba cadàvers en els funerals.
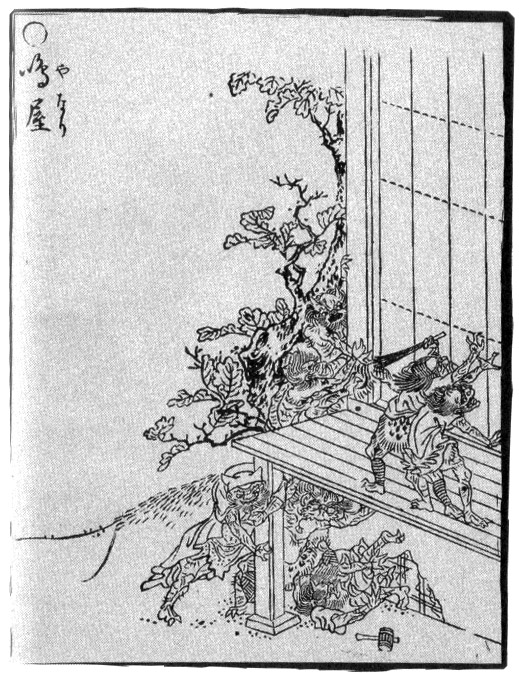
Yanari (鳴屋) vol dir els repetitius sorolls d'una casa vella, i que presumiblement fan aquests petits dimonis.
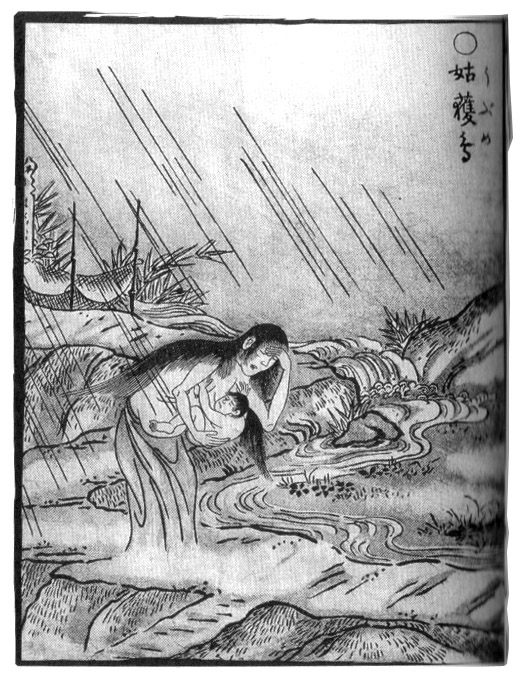
Ubume (姑獲鳥) és el fantasma d'una dona prenyada que apareix aguantant el seu fill a prop de les masses d'aigua.
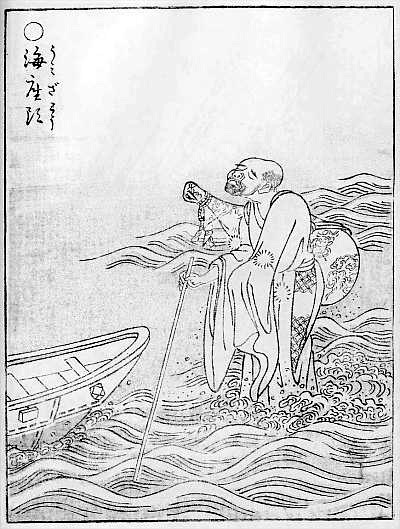
Umizatō (海座頭) és un home cec que camina per la superfície del mar.
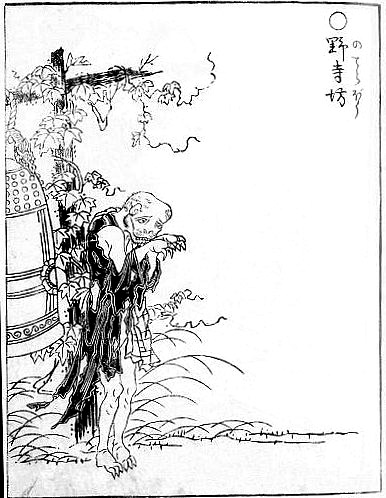
Noderabō (野寺坊) és una estranya criatura que s'està a prop de la campana d'un temple.
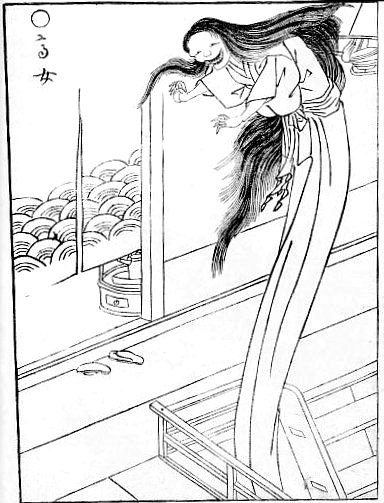
Takaonna (高女, lit. ‘dona alta’) és un monstre femení que s'estira fins a fer un cop d'ull a dins del segon pis d'una casa.
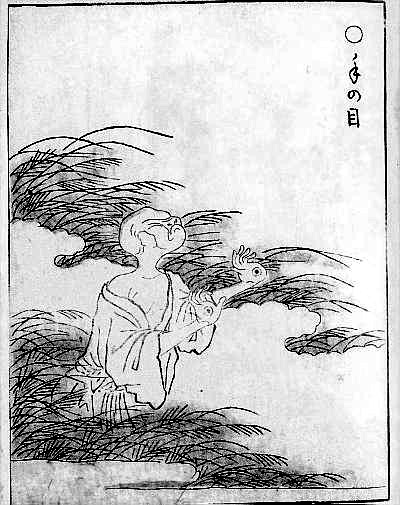
Tenome (手の目) és una criatura amb els ulls a les mans.
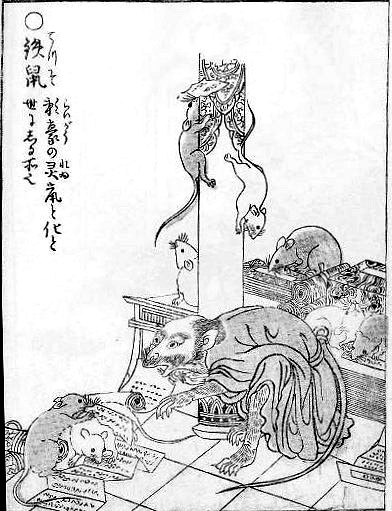
Tesso (鉄鼠). Comentaris de Sekien: Raigo va esdevenir una rata-esperit, i va venir al món. (頼豪の霊鼠と化と、世にしる所也。) Raigo Anjari era un sacerdot de Mii-dera que va ser ignorat per l'emperador en favor d'Enryaku-ji, i segons la llegenda es va convertir en un eixam de rates que escampaven la porqueria pel temple rival.
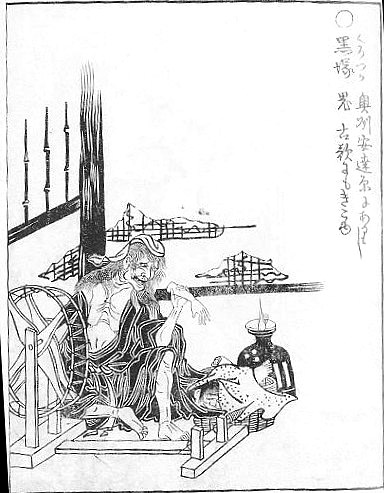
Kurozuka (黒塚) és la infame i caníbal bruixa d'Adachigahara.
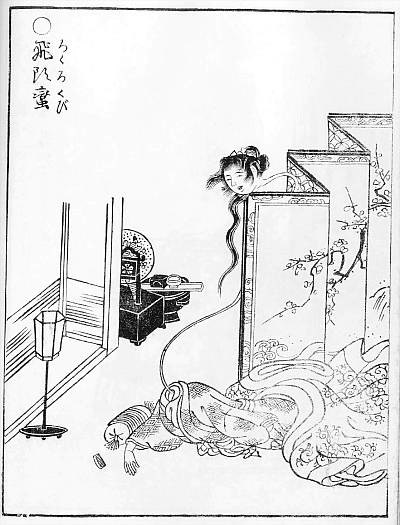
Rokurokubi (飛頭蛮, ろくろ首) és una dona que pateix una malaltia supranatural que fa que de nit el cap li floti cos enllà mentre se li estira el coll indefinidament.
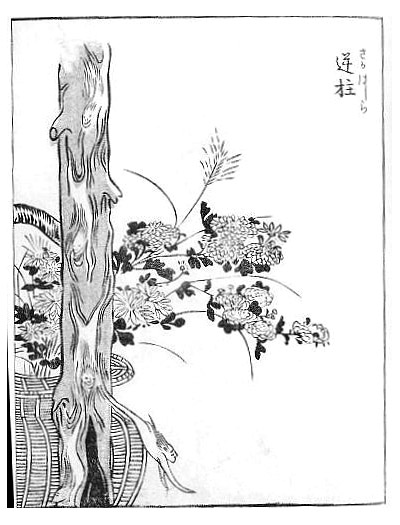
Sakabashira (逆柱) és un pilar que s'ha instal·lat cap per avall, i això fa que la casa esdevingui embruixada.
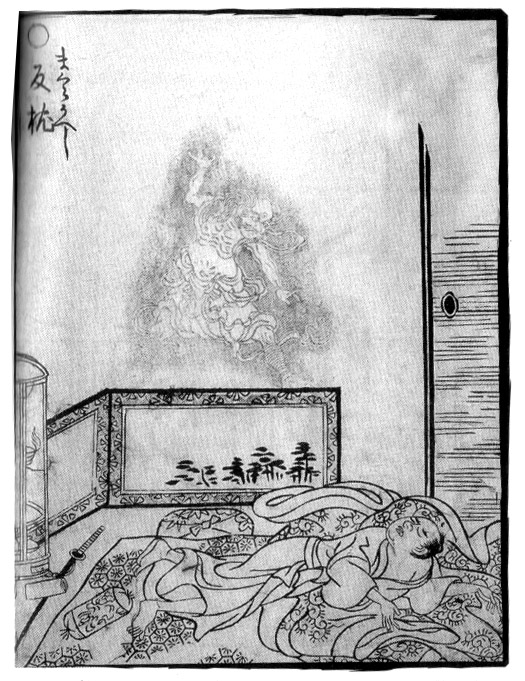
Makuragaeshi (反枕) és un esperit que et treu el coixí de sota el cap mentre dorms i te'l posa als peus.
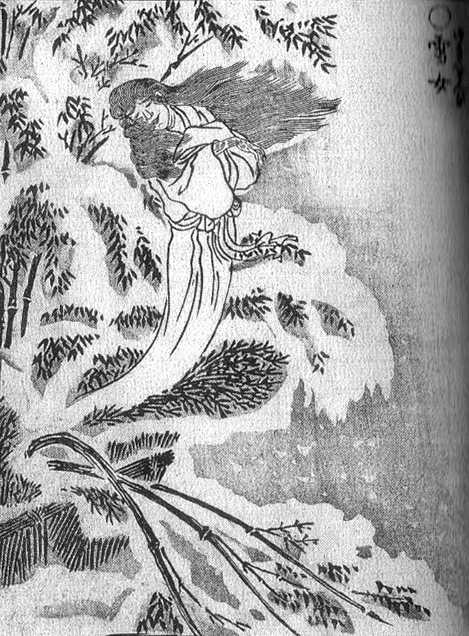
Yukionna (雪女) és un pàl·lid esperit femení que s'apareix a la neu, i que de vegades fa que la gent es congeli fins a morir.
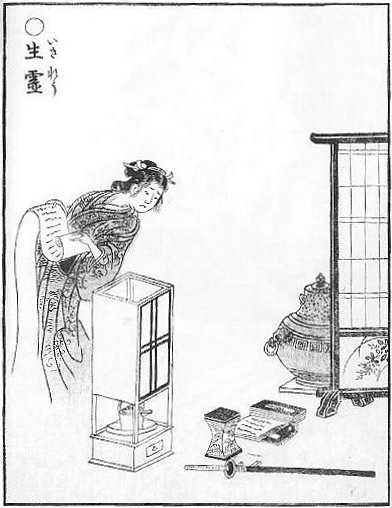
Ikiryo (生霊) és un "fantasma vivent", un esperit que apareix a fora del seu cos mentre el seu propietari és viu encara. Sovint pertany a una dona motivada per la gelosia.
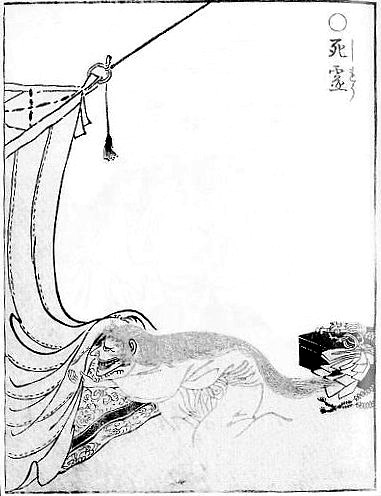
Shiryo (死霊) és l'esperit d'una persona morta.
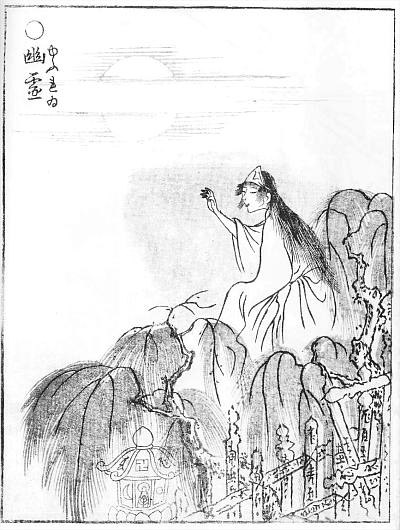
Yurei (幽霊) és un fantasma.

## Tercer volum – 風

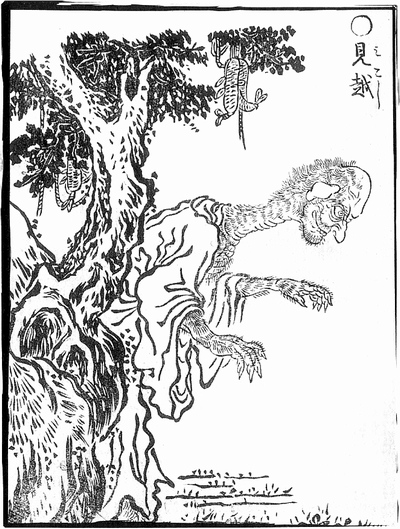
Mikoshi, o Mikoshi-nyudo (見越, 見越し入道) és una criatura de coll llarg l'alçada del qual creix tan ràpid com tu alces la vista per veure'l.
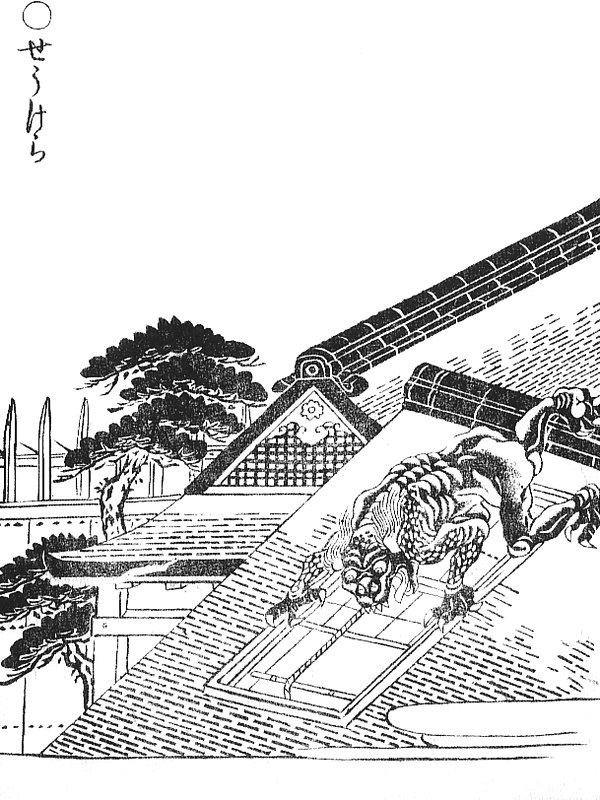
Shokera (精螻蛄) és una criatura que fa un cop d'ull a través de la claraboia d'una casa vella.
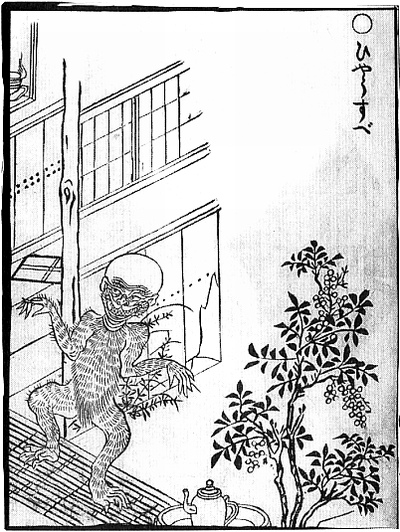
Hyosube (ひょうすべ) és una criatura semblant a un mico, parent del kappa.
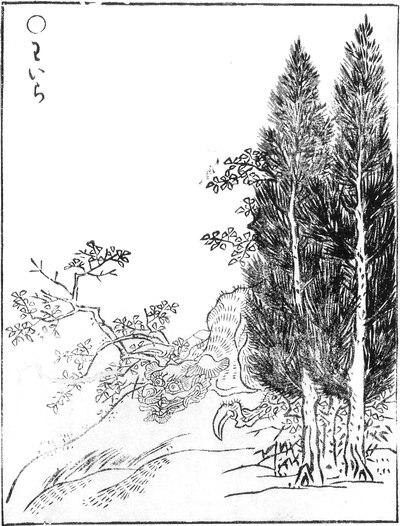
Waira (わいら) és una gran bèstia que viu a les muntanyes i sobre la qual se sap poc.
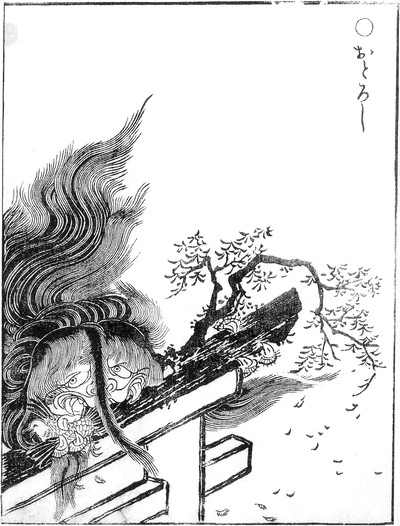
Otoroshi (おとろし) és una criatura peluda que s'asseu al damunt d'una porta torii; es creu que és un vigilant del santuari.
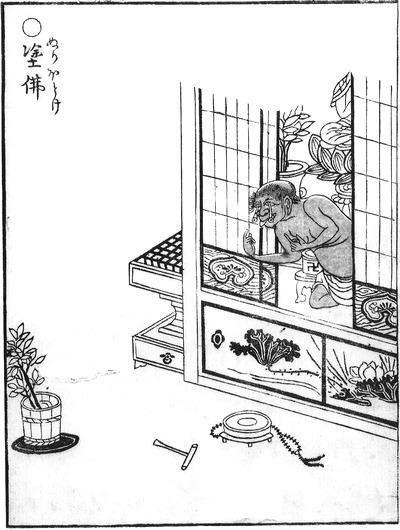
Nuribotoke (塗仏) és un cadàver animat amb la carn ennegrida i els globus oculars que li pengen.
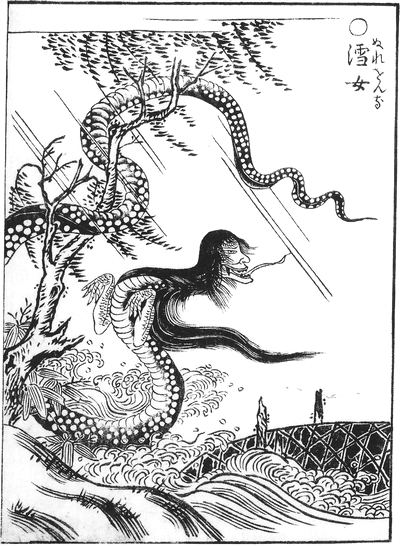
Nureonna (濡れ女) és un monstre femení semblant a una serp que apareix a la riba.
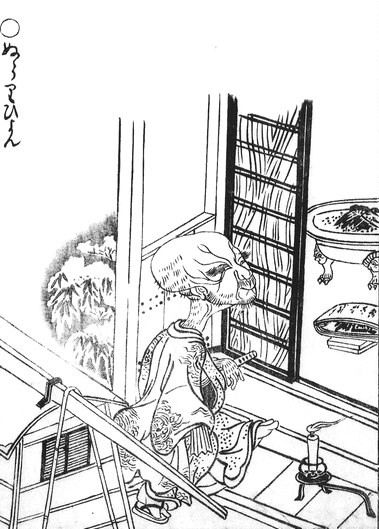
Nurarihyon (ぬらりひょん) és una criatura que t'entra sigil·losament a casa mentre no hi ets, es pren el teu te i actua com si fos casa seva. Com que sembla humà, qualsevol que el vegi el prendrà pel propietari de la casa, i això fa que sigui molt difícil fer-lo fora.
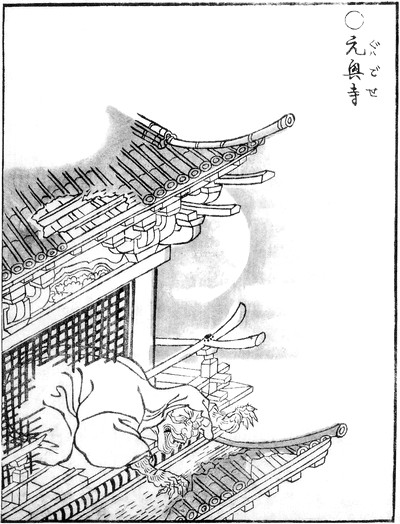
Gagoze (元興寺) és un dimoni que atacava als sacerdots joves al temple Gango-ji.
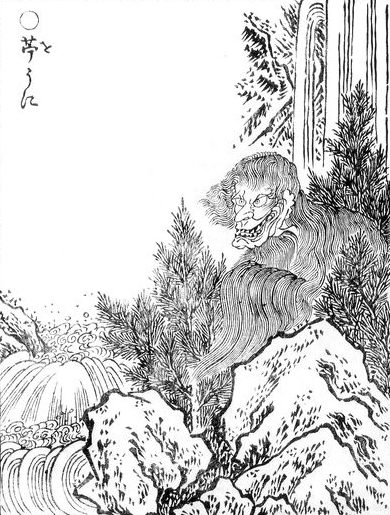
Ohni (苧うに)（no s'ha de confondre amb Oni 鬼)
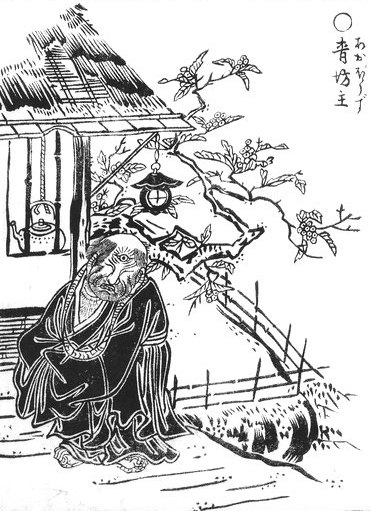
Aobozu (青坊主) està representat per Sekien com un sacerdot budista d'un sol ull que s'està al costat d'una cabana de palla.
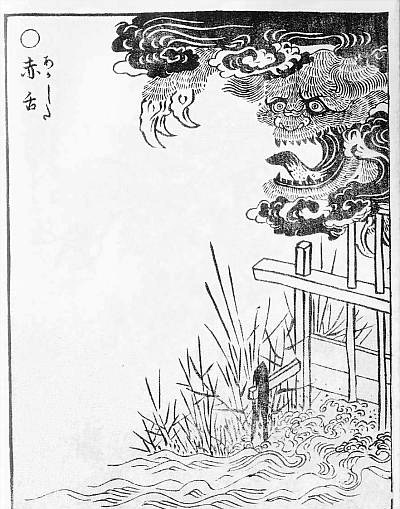
Akashita (赤舌) vol dir "llengua vermella". Sekien el dibuixa com una bèstia amb les mans en forma d'urpes i la cara peluda, i gairebé tot el cos amagat rere un núvol negre per sobre d'una comporta.
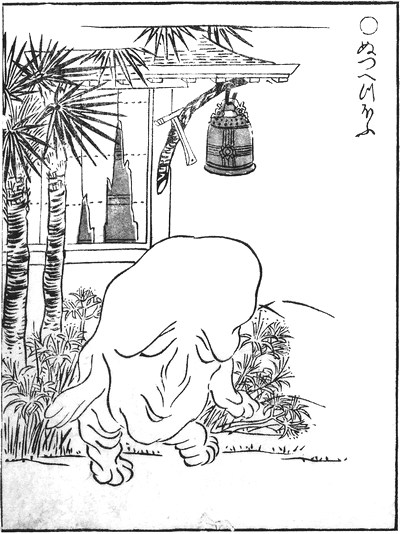
Nuppeppo (ぬっぺっぽう, ぬっぺふほふ) és un bony animat fet de carn humana en descomposició.
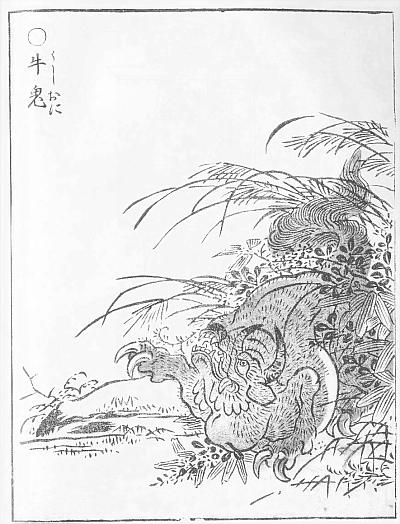
Ushioni (牛鬼) és un monstre amb el cap de boví i amb banyes.
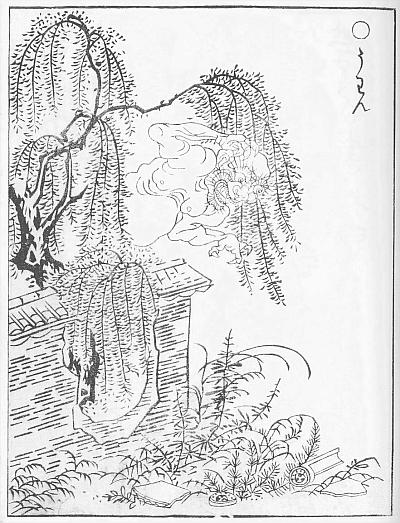
Uwan (うわん) és una veu incorpòria que viu als temples i cases velles i abandonades. Només els que són dins d'aquests edificis senten els seus crits; de fora no se sent res.